# Музей современного искусства (Вена)
Музей современного искусства Фонда Людвига в Вене (нем. Museum Moderner Kunst Stiftung Ludwig Wien, сокр. MUMOK) — художественный музей в Вене в составе Музейного квартала.
В основу экспозиции Музея современного искусства легла коллекция известных коллекционеров Ирены и Петера Людвига из австрийского Фонда Людвига, которая ранее демонстрировалась в музейном здании «20-er Haus» и во дворце Лихтенштейн на Фюрстенгассе.
Здание было спроектировано архитектурным бюро «Ortner & Ortner», выполнено в форме куба и облицован вулканической горной породой.
Изначальным вариантом проекта предполагалось возвести более высокое здание. Однако после долгих дискуссий здание уменьшилось в высоту, но обрело несколько подземных этажей.